# Stormramp van 1927
De Stormramp van 1927, ook bekend als de Cycloon van Neede of Vergeten Cycloon, betreft het noodweer dat in Nederland in de namiddag en vroege avond van 1 juni 1927 van zuidwest naar noordoost over de Achterhoek trok. Een buiencomplex trok vanaf Millingen aan de Rijn over de Achterhoek naar Twente naar Duitsland, slechts twee jaar na de Stormramp van 1925. De meeste slachtoffers vielen in de gemeente Eibergen. Van alle plaatsen raakte het gebied tussen Lichtenvoorde en Neede het zwaarst getroffen.

## Buienlijn met tornado
Hoewel de ramp als cycloon werd aangeduid, ging het volgens huidige inzichten om een buienlijn met daarin een F4-tornado. De buienlijn trok een schadespoor van soms vierhonderd tot vijfhonderd meter breed vanaf Millingen aan de Rijn, Didam, Doetinchem, Lichtenvoorde, Beltrum en Neede richting noordoosten. De tornado trok diagonaal over de toenmalige gemeente Eibergen, maar trof geen kern. Wel vielen in die gemeente de meeste dodelijke slachtoffers. Er vielen in totaal tien doden en honderdvijftig gewonden. Verder richting noordoosten richtte de tornado veel schade aan in het landelijke Ambt Delden en trok deze over het Tusveld tussen Almelo en Borne verder richting Tubbergen en de Duitse grens.

## Ooggetuigenverslagen duiden op een tornado
Er is een ooggetuigenverslag bewaard gebleven van een journalist van de W.K. Post uit Amsterdam die de tornado op vijftig meter afstand zag passeren. Deze was op weg van Eibergen naar Haarlo. Hij zag op de Eibergse Es, toen nog onbebouwd, een afhangende trechtervormige wolk aan de horizon.
"Toen de wolk naderbij kwam, zag men in het onderste gedeelte de draaiing zeer, zeer duidelijk van links naar rechts. Vlak bij zijnde zag men nog duidelijk de daarin aanwezige wolkjes den cirkelgang maken. Om de wolk zag men donkere voorwerpen rondslingeren. Zij maakten op afstand den indruk van groote zwarte vogels. (...) Links van ons, dus ten zuiden van den weg Eibergen-Haarlo, lag een boerderij, die na afloop der bui voor een groot deel van pannen beroofd was. Hoe ze verdwenen heb ik niet gezien. M'n aandacht was gespannen bij de wolk of we eruit bleven of niet. Op een 50 meter afstands is ze ons gepasseerd. Ik zat vooraan, dus zag op den weg: daar ging een blauw-grijze wolk over den weg, waartegen de groote golven van geel hooi uit een verwaaiden hooiberg scherp afstaken."

'Wij spoedden ons naar Lichtenvoorde, in welke plaats het begin zich bevond van de strook, waarlangs de cycloon het hevigst had gewoed. Het bleek echter al spoedig dat deze plaats niet te bereiken was, dat de weg naar Lichtenvoorde door omgewaaide bomen tot Aalten versperd was.’
Ook Groenlo bleek onbereikbaar. Even voor Groenlo was een strook met een breedte van 280 meter eenvoudigweg met de grond gelijk gemaakt. Van sommige boerderijen stond niet meer dan dertig tot vijftig centimeter boven de fundering nog boven de grond. Omdat de tornado net langs de rand van de stad trok, werden alleen enkele boerderijen getroffen. Er waren bij Groenlo drie doden en ettelijke gewonden. Onder de doden bevond zich een timmerman, die tijdens zijn werk door de tornado werd opgepikt. Tweehonderd meter verderop kwam hij pas weer op de grond.
‘Hoe hevig de kracht van den storm was, bleek wel daaruit, dat een dorschmachine, die bij een boerderij stond, ruim honderd meter was weggeslingerd. Overal op den weg vonden wij doode kippen en ander klein vee, dikwijls honderden meters van de in de nabijheid gelegen boerderijen vandaan.’
Vervolgens probeerden de journalisten Eibergen te bereiken, maar ook dat lukte niet. Via een omweg kwamen de verslaggevers in Beltrum terecht, een gehucht van bijna twintig boerderijen midden in de baan van de tornado. Het schadebeeld was onbeschrijflijk. Na Eibergen te hebben bereikt, dat weer net buiten de baan van de tornado bleek te liggen, werd de ploeg verslaggevers op pad gestuurd naar Neede, waar de schade enorm zou zijn en waar minstens honderden gewonden zouden zijn gevallen, zo wisten mensen te vertellen. Ook hier werd duidelijk dat het moeilijk navigeren was in de verwoeste zone. Nog geen kilometer voor Neede reden de verslaggevers een totaal verwoest gebied binnen.
‘Groote, zware boomen waren links en rechts over den weg gevallen, met wortel en al uit den grond gerukt of op een tot twee meter boven de grond afgebroken. Het was hier een ware barricade van takken en bladeren, waar geen doorkomen aan was’.
Na via veel omwegen toch in Neede te zijn aangekomen, bleek Neede het er (gezien de eerdere verwachtingen) nog relatief goed te hebben afgebracht.
‘Alleen een punt bij het station is door den cycloon getroffen. Het station heeft zeer ernstig geleden. (…) Een grote machineloods van de firma Terweene was geheel ingestort. Op het oogenblik, dat de cycloon losbarstte, was het geheele personeel, bestaande uit eenige honderden menschen, meest meisjes, die in deze textielplaats werkten, nog aanwezig. Angstig geworden door de onheilspellende lucht scheen het, dat een groot deel van het personeel naar beneden is gegaan om zich op straat te begeven. (…) Het is ongetwijfeld een wonder, dat gezien de massa menschen welke in dit deel van het gebouw aanwezig was, niet tientallen dooden te betreuren zijn.’

## Nasleep
De ramp beheerste de dagen erna het nationale nieuws. Niet alleen werden inzamelingsacties op touw gezet, met man en macht werd ook een begin gemaakt met het opruimen en later herstellen van de schade. Wilhelmina en Juliana bezochten het rampgebied. Ook verscheen met enige regelmaat een publicatie van het Koninklijk Nederlands Meteorologisch Instituut in de kranten, waarin de gebeurtenissen van 1 juni 1927 stukje bij beetje werden gereconstrueerd. Daarna is de ramp in Nederland geleidelijk uit het geheugen verdwenen, dit in tegenstelling tot de stormramp van 1925 van twee jaar eerder, waarnaar in Borculo een museum verwijst. Deze ramp met tornado's trof belangrijke dorpen in de regio, terwijl de tornado van 1927 juist tussen de dorpen door trok. Toch heeft het er alle schijn van dat deze laatste tornado een van de zwaarste is die Nederland in de moderne geschiedenis heeft getroffen.
Stoomlocomotief NS 7742 stond ten tijde van de ramp in de lokloods van Neede, die omgeblazen werd. De lok ging naar Haarlem voor herstel en werd in 1960 in het centrum van het Noord-Hollandse Bergen als monument opgesteld. Thans rijdt hij op de spoorlijn van de museumstoomtram Hoorn-Medemblik.
In Neede werd ruim een jaar na de stormramp een herinneringsmonument opgericht, de zogenaamde Cycloonbank.

## Schade in Neede

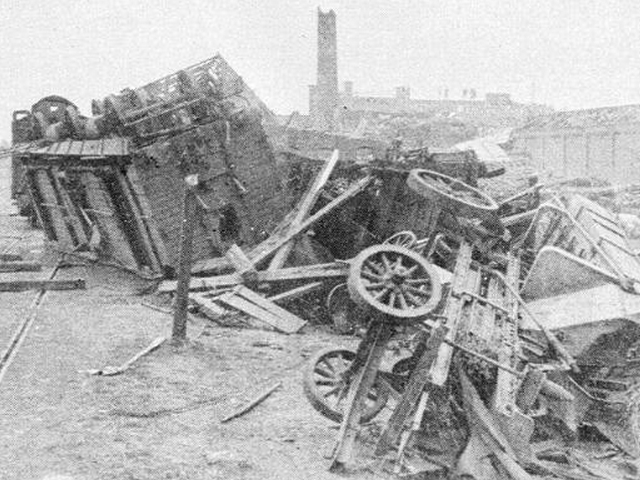
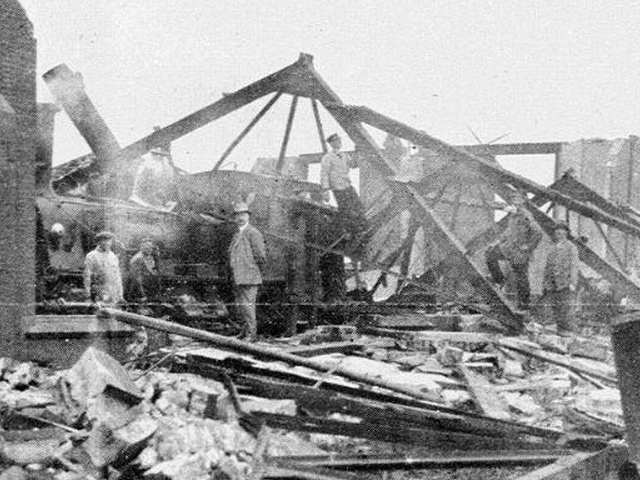
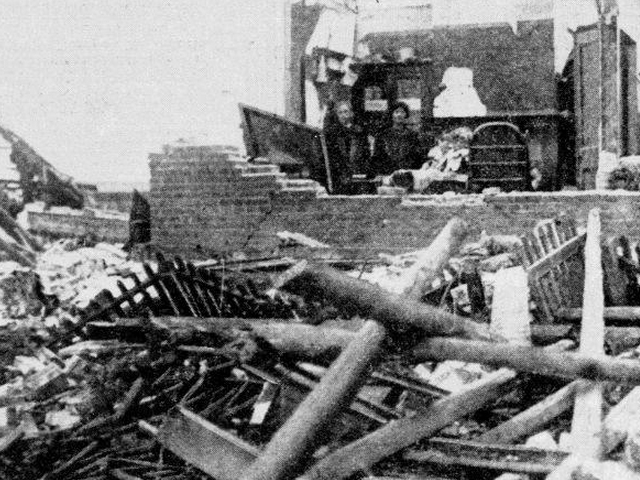
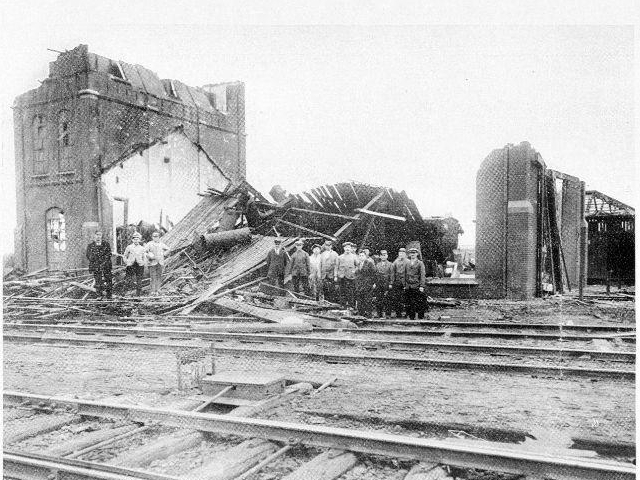
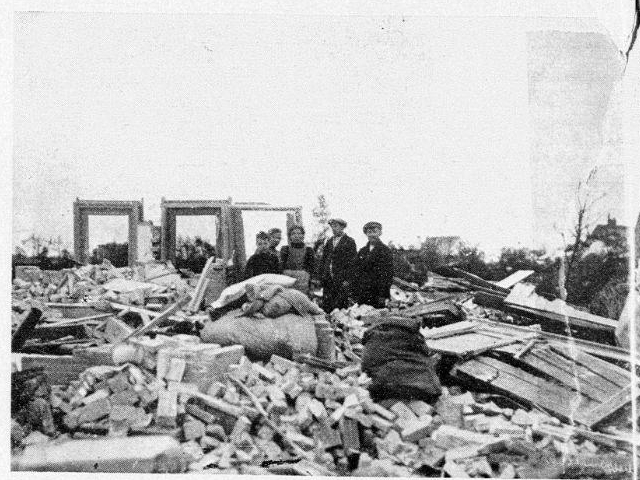
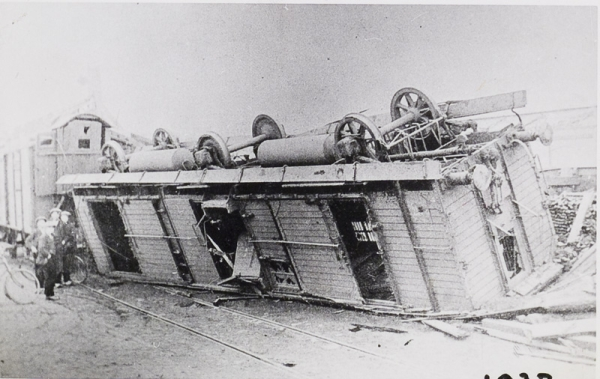